# Бендер, Джек
Джек Бендер (англ. Jack Bender; род. 25 сентября 1949) — американский режиссёр, актёр, продюсер и сценарист.

## Биография
Джек Бендер вырос в светской еврейской семье в Лос-Анджелесе. Он изучал искусство с художником Мартином Лубнером, а затем он пошёл заниматься актёрством, «потому что это казалось тем, что я мог делать и зарабатывать на жизнь». Как актёр, он появился в сериалах «Все в семье», «Шоу Боба Ньюхарта» и «Шоу Мэри Тайлер Мур».
Джек Бендер начал свою карьеру в начале 70-х годов. Наиболее известен благодаря работе в телесериале «Остаться в живых», где он был исполнительным продюсером и основным режиссёром, сняв 38 эпизодов, включая финал сериала. Также работал над другими успешными проектами: «Профайлер», «Клан Сопрано», «Детские игры 3», «Звонок из прошлого», «Ничто не вечно», «В полночный час», «Беверли-Хиллз, 90210», «Вызывающий бурю», «Шпионка», «Проучить мистера Гриффина», «Бумажная погоня», «Коломбо: Роман без окончания» и так далее. Бендер также снял пятый и шестой эпизоды шестого сезона «Игры престолов».

## Личная жизнь
Бендер женат на Лоре Оуэнс. У них две дочери: Ханна и Софи Оуэнс-Бендер. Исповедует иудаизм.

## Фильмография

### Актёр
- Коломбо: Роман без окончания (фильм, 1974)
- Год жизни (телесериал, 1987)

### Сценарист
- Бумажная погоня (телесериал, 1978)
- Это пришло с небес (фильм, 1999)

### Продюсер
- Звонок из прошлого (фильм, 1997)
- Вызывающий бурю (фильм, 1998)
- Это пришло с небес (фильм, 1999)
- Остаться в живых (телесериал, 2004)

### Режиссёр
- В полночный час (фильм, 1985)
- Беверли-Хиллз, 90210 (телесериал, 1990)
  - Эпизод «The Game Is Chicken»
  - Эпизод «Home and Away»
  - Эпизод «Sentenced to Life»
- Детские игры 3 (фильм, 1991)
- Ничто не вечно (фильм, 1995)
- Профайлер (телесериал, 1996)
  - Эпизод «Cycle Of Violence»
  - Эпизод «It Cuts Both Ways»
  - Эпизод «Modus Operandi»
  - Эпизод «Old Acquaintance»
- Проучить мистера Гриффина (фильм, 1997)
- Клан Сопрано (телесериал, 1999)
  - Эпизод 3.05 «Ещё одна зубочистка»[4]
  - Эпизод 3.10 «Спаси нас всех от власти Сатаны»[5]
  - Эпизод 4.04 «Вес»[6]
  - Эпизод 6.03 «Хаос»[7]
- Это пришло с небес (фильм, 1999)
- Шпионка (телесериал, 2001)
  - Эпизод 1.07 «Color-Blind»
  - Эпизод 1.10 «Spirit»
  - Эпизод 1.12 «The Box, Part 1»
  - Эпизод 1.13 «The Box, Part 2»
  - Эпизод 2.13 «Phase One»
  - Эпизод 3.03 «Reunion»
  - Эпизод 3.07 «Prelude»
  - Эпизод 3.10 «Remnants»
  - Эпизод 3.15 «Façade»
  - Эпизод 3.18 «Unveiled»
  - Эпизод 3.20 «Blood Ties»
- Остаться в живых (телесериал, 2004)
  - Эпизод 1.03 «С чистого листа»[8]
  - Эпизод 1.04 «Поход»[9]
  - Эпизод 1.07 «Мотылёк»[10]
  - Эпизод 1.12 «Что бы в этом кейсе ни было»[11]
  - Эпизод 1.16 «Вне закона»[12]
  - Эпизод 1.23 «Исход. Часть 1»[13]
  - Эпизод 1.24/1.25 «Исход. Часть 2»[14]
  - Эпизод 2.01 «Человек науки, человек веры»[15]
  - Эпизод 2.03 «Инструктаж»[16]
  - Эпизод 2.12 «Огонь + вода»[17]
  - Эпизод 2.15 «Декретный отпуск»[18]
  - Эпизод 2.18 «Дэйв»[19]
  - Эпизод 2.23/2.24 «Живём вместе, умираем поодиночке»[20]
  - Эпизод 3.01 «Повесть о двух городах»[21]
  - Эпизод 3.05 «Цена жизни»[22]
  - Эпизод 3.08 «Вспышки перед глазами»[23]
  - Эпизод 3.13 «Человек из Таллахасси»[24]
  - Эпизод 3.16 «Одна из нас»[25]
  - Эпизод 3.22/3.23 «Через зеркало»[26]
  - Эпизод 4.01 «Начало конца»[27]
  - Эпизод 4.03 «Экономист»[28]
  - Эпизод 4.05 «Константа»[29]
  - Эпизод 4.09 «Облик грядущего»[30]
  - Эпизод 4.13/4.14 «Долгожданное возвращение. Часть 2»[31]
  - Эпизод 5.02 «Ложь»
  - Эпизод 5.07 «Жизнь и смерть Джереми Бентама»
  - Эпизод 5.09 «Намасте»
  - Эпизод 5.13 «Некоторые любят похолоднее»
  - Эпизод 5.16/5.17 «Инцидент»
  - Эпизод 6.01/6.02 «Аэропорт Лос-Анджелеса»
  - Эпизод 6.05 «Маяк»
  - Эпизод 6.08 «Разведка»
  - Эпизод 6.11 «Долгая и счастливая жизнь»
  - Эпизод 6.14 «Кандидат»
  - Эпизод 6.17/6.18 «Конец»
- Алькатрас (телесериал, 2012)
  - Эпизод 1.02 «Ernest Cobb»
  - Эпизод 1.03 «Kit Nelson»
  - Эпизод 1.10 «Clarence Montgomery»
  - Эпизод 1.11 «Webb Porter»
- Под куполом (телесериал, 2013)
  - Эпизод 1.02 «The Fire»
  - Эпизод 1.05 «Blue on Blue»
  - Эпизод 1.08 «Thicker Than Water»
  - Эпизод 1.13 «Curtains»
  - Эпизод 2.01 «Heads Will Roll»
  - Эпизод 2.06 «In the Dark»
  - Эпизод 2.08 «Awakening»
  - Эпизод 2.11 «Black Ice»
  - Эпизод 2.13 «Go Now»
- Последний корабль (телесериал, 2014)
  - Эпизод 1.02 «Welcome to Gitmo»
  - Эпизод 1.03 «Dead Reckoning»
  - Эпизод 1.04 «We'll Get There»
  - Эпизод 1.09 «Trials»
  - Эпизод 2.01 «Unreal City»
  - Эпизод 2.02 «Fight the Ship»
  - Эпизод 2.05 «Achilles»
  - Эпизод 2.13 «A More Perfect Union»
- Игра престолов (телесериал, 2016)
  - Эпизод 6.05 «Дверь»
  - Эпизод 6.06 «Кровь моей крови»
- Извне (телесериал, 2022)
  - Эпизод 1.01 «Long Day's Journey Into Night»
  - Эпизод 1.02 «The Way Things Are Now»
  - Эпизод 1.02 «Choosing Day»
  - Эпизод 1.02 «A Rock and a Farway»
  - Эпизод 2.01 «Strangers in a Strange Land»
  - Эпизод 2.02 «The Kindness of Strangers»
  - Эпизод 2.05 «Lullaby»
  - Эпизод 2.06 «Pas de Deux»
  - Эпизод 2.09 «Ball of Magic Fire»
  - Эпизод 2.10 «Once Upon a Time?»